# لمس (مجموعه تلویزیونی کره جنوبی)
لمس (انگلیسی: Touch; کره‌ای: 터치) یک مجموعهٔ تلویزیونی کره جنوبی سال ۲۰۲۰ با بازی جو سانگ ووک و کیم بو را است. این مجموعه از ۳ ژانویه تا ۲۲ فوریه ۲۰۲۰، روزهای جمعه و شنبه ساعت ۲۳:۰۰ (کی‌اس‌تی) از چنل ای برای ۱۶ قسمت پخش شد.

## بازیگران

### اصلی
- جو سانگ ووک در نقش چا جونگ هیوک
- کیم بو را در نقش هان سو یون